# Berit Agedal
Berit Margareta Agedal, född 16 maj 1951 i Bromma, är en svensk skådespelare och scripta.
Hon är numera verksam som psykoterapeut.

## Filmografi
- 1972 – Kärlek - så gör vi. Brev till Inge och Sten
- 1972 – Firmafesten
- 1973 – Baksmälla
- 1973 – Anita - ur en tonårsflickas dagbok
- 1974 – Porr i skandalskolan
- 1975 – Champagnegalopp

### Fotnoter
1. ↑  ”Berit Agedal”. Svensk Filmdatabas. http://www.sfi.se/sv/svensk-filmdatabas/Item/?type=PERSON&itemid=70098&ref=%2ftemplates%2fSwedishFilmSearchResult.aspx%3fid%3d1225%26epslanguage%3dsv%26searchword%3dberit+agedal%26type%3dPerson%26match%3dBegin%26page%3d1%26prom%3dFalse. Läst 17 september 2012.